# Maria Dolors Piulachs Baga
María Dolors Piulachs Baga és una biòloga catalana i investigadora del CSIC especialitzada en la reproducció dels insectes.
Piulachs dirigeix el Laboratori de Reproducció d'Insectes a l'Institut de Biologia Evolutiva (IBE) de Barcelona, on també és coordinadora del Programa de Genòmica Funcional i Evolutiva. Des de novembre de 2019 Piulachs forma part del comitè editorial de la revista Journal of Insect Physiology.
L’objectiu del grup de recerca que lidera la doctora Piulachs és entendre els mecanismes que regulen l'oogènesi dels insectes, emprant com a organisme model la panerola Blattella germanica, un insecte amb els ovaris del tipus panoïstic ―el model mes primitiu entre els insectes. La majoria dels estudis publicats amb anterioritat sobre l’oogènesi d’insectes es duien a terme amb Drosophila melanogaster com a model, una espècie amb ovaris meroístics. Piulachs i el seu equip estudien l'expressió dels gens que estan implicats en la regulació de la oogènesi, i com aquests són regulats per les hormones i modulats per ARNs no codificants. En comparar els resultats amb els d'altres espècies més modificades, han trobat que algunes funcions s’han preservat durant l'evolució, mentre que la seva regulació ha estat modificada.
Els estudis genòmics de la doctora Piulachs tenen una aplicació pràctica en el control de plagues de paneroles. L'ús d'insecticides clàssics provoca cada vegada més problemes, ja sigui per la resistència dels insectes a aquests, com per les regulacions que s'han anat imposant per rebaixar la toxicitat cap a altres organismes. L'aplicació d'eines moleculars obre un nou ventall de possibilitats per al control d'aquests insectes.
Aquestes noves eines poden ser la implantació de la tècnica RNAi, que provoca la inhibició de la metamorfosi i que l'insecte no es pugui desenvolupar amb normalitat, o el sistema d'edició CRISPRCas9, una tecnologia que permet editar parts del genoma per eliminació, addició o alteració de seccions de la seqüència de l'ADN, provocant en 24 hores una dissecació de l'ovari que impedeix a les femelles adultes reproduir-se.